# Убиство у Оксфорду
Убиство у Оксфорду (шп. Los crímenes de Oxford) је шпански филм из 2008. у режији Алекса де ла Иглесије. Филм је адаптација романа Crímenes imperceptibles аргентинског писца и математичара Гиљерма Мартинеза. Главне улоге тумаче Елајџа Вуд, Џон Херт и Леонор Ватлинг.

## Спољашње стране
- Убиство у Оксфорду на веб-сајту  (језик: енглески)
- Blasfemando en el vórtice del universo Блог Алекса де ла Игласијаса.
- преглед Los crímenes de Oxford на European-films.net
- realmovienews.com Архивирано на веб-сајту  (11. фебруар 2007) Фотографије глумаца током снимања
- The Oxford Murders Званични сајт
- A review from Language Log